# Mezoregion Piracicaba

Mezoregion Piracicaba

Mezoregion Piracicaba – mezoregion w brazylijskim stanie São Paulo, skupia 26 gmin zgrupowanych w trzech mikroregionach. Liczy 9.067,3 km² powierzchni.

## Mikroregiony
- Limeira
- Piracicaba
- Rio Claro